# Verbascum silesiacum
Verbascum silesiacum är en flenörtsväxtart som beskrevs av Schube. Verbascum silesiacum ingår i släktet kungsljus, och familjen flenörtsväxter. Inga underarter finns listade i Catalogue of Life.